# Rödliner See
Der Rödliner See in Mecklenburg-Vorpommern liegt südlich von Neubrandenburg und östlich von Neustrelitz im Landkreis Mecklenburgische Seenplatte. Er liegt im Naturpark Feldberger Seenlandschaft, jedoch nicht in der gleichnamigen Gemeinde, auf dem Gebiet der Gemeinde Blankensee. Im Süden grenzt der See an die Gemeinde Carpin.

## Geografische Gestalt
Der Rödliner See ist in von der letzten Eiszeit entstandener Rinnensee in der Form eines langgestreckten Hakens mit mehreren Ausbuchtungen. Seine nordsüdliche Ausdehnung beträgt 3,29 km, seine ostwestliche 2,246 km. Er hat vier Inseln recht unterschiedlicher Größe. Die nördlichste Insel liegt im nordwestlichen Arm des Sees und ist durch einen Damm mit dem Nordufer und mit einer von Süden weit in den See hineinragende Halbinsel verbunden. Dadurch ist der See in zwei sehr ungleiche Teile zerschnitten. Der große, östliche Seeteil misst 1,954 km², der kleine, nordwestliche 0,337 km², beide zusammen also etwa 2,29 km². Der Wasserspiegel liegt 62,9 bis 63 ü. NHN.

## Umgebung
Die Wasserfläche des Sees und etwa zwei Drittel seines Ufers gehören zur Gemeinde Blankensee, etwa ein Drittel des Ufers im Süden und Südwesten zur Gemeinde Carpin. An der Nordspitze des Sees liegt das Dorf Rödlin mit dem Inseldamm, am Ostufer Groß Schönfeld. Um das Südende gruppieren sich in Fortsetzung des Sees das Dorf Carpin und am Westufer der Carpiner Ortsteil Georgenhof. Der See ist fast vollständig von einem Schilfgürtel umgeben. Das Ufer ist nicht bewaldet. Die Höhen um den See erreichen über 100 m ü. NN.

## Lage im Gewässernetz
Der See gehört zum Einzugsgebiet der Tollense und damit der Peene, die in die Ostsee fließt. Sein eigenes Einzugsgebiet wird südlich und westlich durch die Wasserscheide zur Havel und damit zur Elbe begrenzt.
Der Abfluss des Rödliner Sees (GKZ=966426) ist 1,38 km lang, davon 200 m unterirdisch, und mündet in den Wanzkaer See des Nonnenbachs, direkt vor dessen Engstelle beim Dorf Wanzka.
Das Einzugsgebiet des Rödliner Sees ist 37,55 km² groß und umfasst zahlreiche Seen und namenlose Bäche:
Östlicher Seeteil, GKZ=966426, Abfluss in 1,38 km den Wanzkaer See:
- (Bach) GKZ=96642634
  - See bei Groß Schönfeld, GKZ=96642634, 80,7 m ü. NHN, Lage
- Schlesersee, GKZ=96642632, 64,2 m ü. NHN
  - Carpiner See, GKZ=966426322, 67,2 m ü. NHN

(Hauptzufluss:)
- (Bach, 0,4 km), GKZ=966426
  - Großer Sumpfsee, GKZ=96642619, 64,8 m ü. NHN, Lage
    - Kleiner Sumpfsee, GKZ=966426195, 65,5 m ü. NHN
      - (Bach) GKZ=9664261911
        - Keiner Serrahnsee,  GKZ=9664261919
          - Großer Serrahnsee, GKZ=966426179, 67,7 m ü. NHN, faktisch zwei durch eine Verlandungszone getrennte Seen, nördl. See, südl. See
            - Scharmützelsee
              - unterirdischer Wasserlauf
                - Kiebitzmoor
                  - Kleiner Thurowsee
                    - Thurower See, GKZ=96642615, 68,4 m ü. NHN, Lage
                      - (Bach) GKZ=966426(11)
                        - Freischulzensee, GKZ=966426(11), 77,5 m ü. NHN, Lage
                          - Quelle 82,5 m ü. NHN, 10,6 km ab Rödliner See (13,4 km ab Wenzkaer See)

                        - Flacher Zinow, GKZ=966426141, 76,3 m ü. NHN, Lage

Westlicher Seeteil, GKZ=9664269, Abfluss unter einer Brücke im südlichen Inseldamm in den östlichen Seeteil:
- (Bach), GKZ=96642639
  - (unterirdisch verbunden) Priestersee, 65–67,5 m ü. NHN, Lage
    - Teufelsbruch, 67,5–70 m ü. NHN, Lage
- Neuer Kirchsee, 65,7 m Ü. NHN
  - Kirchsee, GKZ=966426361
  - (unterirdisch verbunden) See bei Rödlin, GKZ=966426362

## Siehe auch

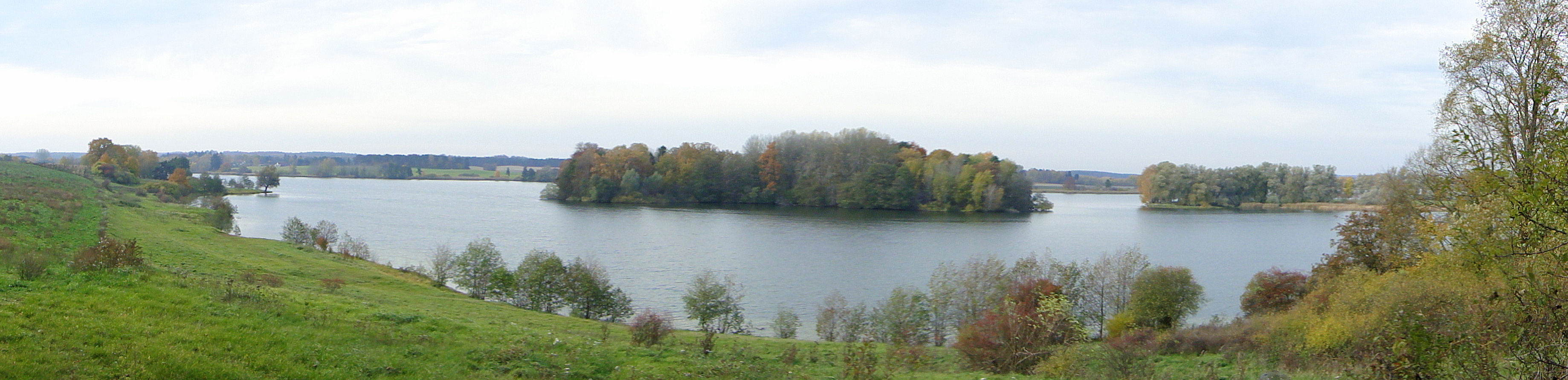
Rödliner See nahe Groß Schönfeld